# Macrolobium pittieri
Macrolobium pittieri é uma espécie vegetal da família Fabaceae.
Pode ser encontrada nos seguintes países: Colômbia e Panamá.
Está ameaçada por perda de habitat.